# グインタカン島
グインタカン島(英語: Guintacan)はフィリピン、セブ州の島。キナターカン島やバトバタン島とも呼ばれる。セブ島の西岸約25kmの位置にあり、バンタヤン島の北東12kmほど、バンタヤン諸島のヒランタガン島の北東10kmの位置に存在する。サンタフェという自治体の一部でありHagdan、Kinatarkan、Langubの3バランガイからなる。
島は細長い楕円形であり、南北に6.8kmと長く、東西に2.5kmと短い。沖合いには多くの珊瑚礁や藻場が存在する。島の地形は丘陵が多く、東の海岸線は大きな潟となっている 。島の海岸は多数の林立した岩の崖からなり、その間にいくつかの平坦な砂浜が存在する。島内の植生は熱帯の植物が密生しており、島の内側には大規模集中型の農地が存在する。
島内のさまざまな場所で多くのシンクホールが形成されている。このうち一つは2014年に現れたもので、何年か前にもほかのシンクホールが現れている。2014年8月時点でこれらの原因は究明中である。
バンタヤン島のサンタフェやダーンバンタヤンからこの島にフェリーが出ている。
島内の南東部のわずかに高い場所にはグインタカン灯台が存在する(⛯ 北緯11度18分06秒 東経123度53分28秒 / 北緯11.30167度 東経123.89111度).

## 参考
1. ↑  "Mysterious Lagoon" tourist spot